# Kassian Cephas

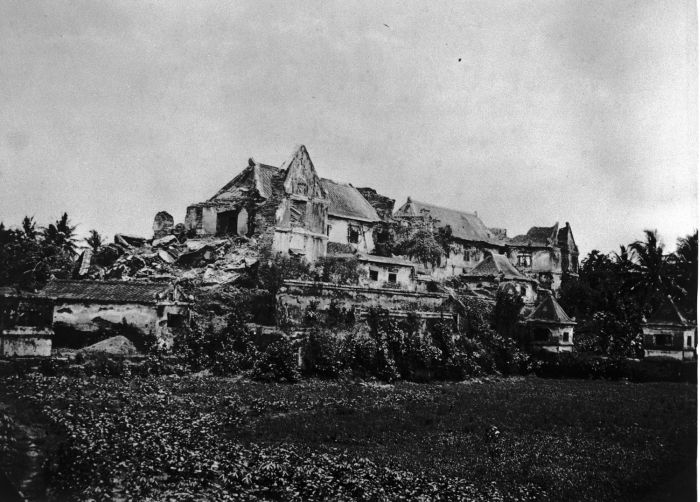
Komplex Taman Sari, část kratonu v Yogyakartě, asi 1890

Kassian Cephas nebo Kassian Céphas (15. ledna 1845 – 16. listopadu 1912) byl jávský fotograf ze dvora Yogyakartského sultanátu. Byl prvním domorodým obyvatelem Indonésie, který se stal profesionálním fotografem a na žádost sultána studoval u Hamengkubuwany VI (1855–1877). Poté, co se stal dvorním fotografem již v roce 1871, začal pořizovat portrétní fotografie členů královské rodiny a také na dokumentární snímky pro Nizozemský archeologický svaz (Archaeologische Vereeniging). Cephas byl oceněn za své příspěvky k ochraně kulturního dědictví Jávy prostřednictvím členství v Královském nizozemském institutu studií jihovýchodní Asie a Karibiku a čestnou zlatou medailí Řádu Orange-Nassau. Cephas a jeho manželka Dina Rakijah vychovali čtyři děti. Jejich nejstarší syn Sem Cephas pokračoval v rodinném fotografickém podnikání až do své vlastní smrti v roce 1918.

## Životopis
Kassian Cephas se narodil v Yogyakartě jávskému páru Kartodrono a Minah. V mládí se stal žákem protestantské křesťanské misionářky Christiny Petronely Philips-Stevenové a následoval ji do nedalekého Bagelenu, Purworejo. Tam byl pokřtěn 27. prosince 1860 ve věku patnácti let a jako své křestní jméno přijal jméno Cephas, aramejský ekvivalent jména svatého Petra. Po křtu začal používat Cephas jako příjmení.

## Fotografická kariéra
Po Cephasově návratu do Yogyakarty na počátku 60. let 19. století začal studovat pod vedením Simona Willema Camerika, člena civilní milice a dvorního fotografa sultanátu Yogyakarta. Cephasovo studium bylo vedeno na žádost sultána Hamengkubuwana VI., který si všiml jeho talentu pro fotografování. Jmenovaným dvorním malířem a fotografem se stal již v roce 1871.
Cephasovo studio se nacházelo ve druhém patře budovy, kde on a jeho žena bydleli na adrese Lodji Ketjil Wetan v Yogyakartě, nyní známé jako Major Suryotomo Street. Jeho fotografická firma nebyla jediná, která v této oblasti vznikla. Kromě portrétní fotografie produkoval Cephas také mnoho snímků budov a starověkých památek. To zahrnovalo fotografie vodního hradu Taman Sari (1884) pro Královskou společnost věd a umění Batávské republiky.

### Profesionální práce

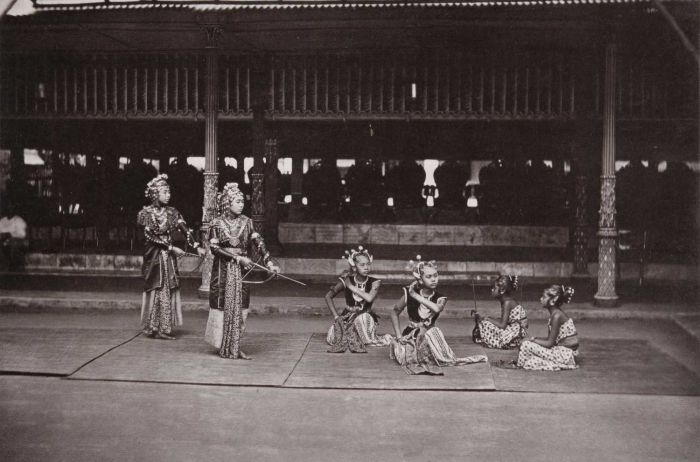
Kalotypový tisk dvorních tanečnic v Gronemanově knížce In den Kedaton te Jogjåkartå

Jeho práce se poprvé objevila pro širší veřejnost v roce 1888 v publikaci In den Kedaton te Jogjåkartå od Isaäca Gronemana. Kniha obsahovala 16 kalotypových tisků umění hinduistických jávských tanců. Groneman chtěl vzbudit zájem o tuto kulturu v Nizozemsku a požádal sultána Hamengkubuwana VII o povolení, aby mohl Cephas fotografovat taneční scény. Publikaci původně připravil Královský nizozemský institut studií jihovýchodní Asie a Karibiku, ale vysoké náklady na kalotypové tisky donutily tento institut opustit. V souladu s technologickým pokrokem fotografie koupil Cephas v roce 1886 nový fotoaparát, který mu umožnil zachytit snímky časem 1/400 sekundy. To umožnilo fotografovat subjekty mnohem kratším časem a nemuseli setrvat několik okamžiků v klidu. Tyto snímky byly často prezentovány jako dárky na rozloučenou evropským elitám, když opouštěly Yogyakartu před návrátem do Evropy, a nizozemským státním úředníkům.
V roce 1889 Archeologická unie (Archaeologische Vereeniging) zahájila úsilí o studium a zachování památek hinduistické jávské civilizace na střední Jávě. Jedním z míst s vysokou prioritou v úsilí odboru byl hinduistický chrámový komplex Prambanan, součást většího celku připisovaného legendě o Loro Jonggrangovi. Cephas byl pověřen fotografováním místa, zatímco jeho nejstarší syn Sem kreslil profily budov a půdorysy. Groneman předložil fotografie a popisy vytvořené Cephasem Královskému institutu v roce 1891, ale kvůli vysokým reprodukčním nákladům nebyly zveřejněny až do roku 1893. Finální publikace obsahovala 62 kalotypů zobrazujících Prambanan a okolní chrámy.

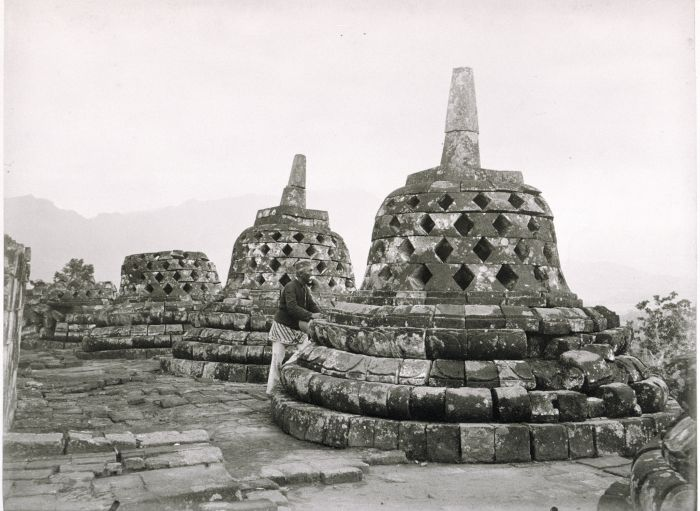
Cephasova studie jedné ze 72 stúp v chrámovém komplexu Borobudur, 1890

Cephas se také zasloužil o fotografování chrámového komplexu Borobudur poté, co jeho skrytou základnu objevil v roce 1885 první předseda svazu. Základna byla krátce odkryta v roce 1890, aby byla fotografována a poté znovu zakryta v roce 1891. Protože Cephas dostal od vlády pouze jednu třetinu původní dotace, nebyl schopen dokončit 300 fotografií, které byly vypočteny jako potřebné pro projekt. Každá fotografická deska by vyžadovala půl hodiny, aby se vyvolala suchým želatinovým procesem, celkem 150 hodin. Celkem bylo vyfotografováno pouze 160 segmentů reliéfů základny a byly pořízeny další čtyři fotografie, které poskytly celkový přehled o lokalitě. Série byla vydána o 30 let později Královským institutem v kalotypové sbírce.

### Mezinárodní uznání

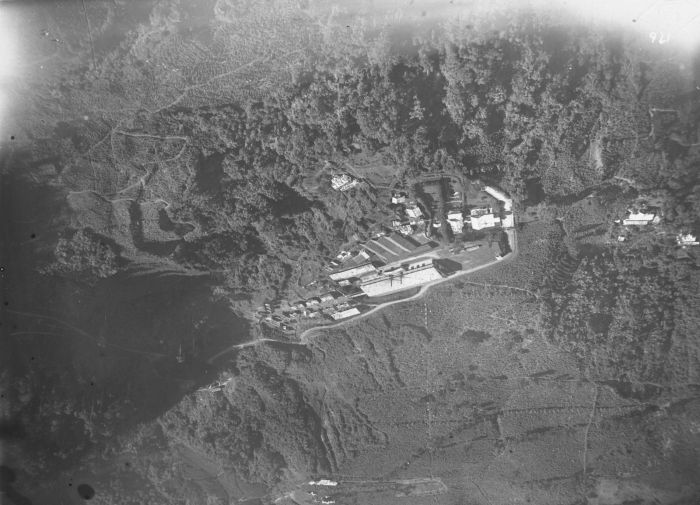
Letecký snímek cesty do pevnosti Vredeberg, Yogyakarta.

Po dokončení projektu v Borobuduru byl Cephas jmenován „mimořádným členem“ Královské společnosti věd a umění Batávské republiky za své práce jako „fotograf a odborník na archeologii Indie“. O několik let později byl nominován na členství v Královském institutu jako uznání jeho práce s Archeologickým svazem. Cephas přijal nominaci v dopise ze dne 15. června 1896. Později téhož roku fotografoval návštěvu thajského krále Chulalongkorna v Yogyakartě. Jako projev vděčnosti mu král daroval pouzdro se třemi knoflíky zdobenými drahokamy.
Groneman a Cephas spolupracovali naposledy v roce 1899 na zdokumentování čtyřletého připomenutí nástupu Hamengkunegary III. na trůn jako korunního prince sultanátu Yogyakarta. Příprava akce trvala jeden a půl roku a čtyřdenní divadelní představení denně navštívilo 23 000 až 36 000 diváků. Modrá sametová kniha pokrytá zlatem a diamanty pokrývající představení byla představena jako dárek u příležitosti svatby královny Vilemíny a prince Jindřicha Nizozemského v roce 1901. U příležitosti 21. narozenin Vilemíny později toho roku byl Cephas oceněn čestnou zlatou medailí Řádu Orange-Nassau za práci při zobrazování a zachování kulturního dědictví Jávy.

## Smrt a dědictví
Cephas odešel do fotografického důchodu kolem 60 let. Jen něco málo přes rok po smrti své manželky 16. září 1911 zemřel na nemoc ve věku 67 let. Rodinné fotografické podnikání skončilo o několik let později, když Sem Cephas 20. března 1918 zahynul při nehodě na koni. Všichni byli pohřbeni v Yogyakartě mezi trhem Beringharjo a oblastí Lodji Ketjil. Jejich hroby byly v roce 1964 přesunuty na hřbitov Sasanalaya, východně od ulice brigádního generála Katamso, aby uvolnily místo pro nové budovy. Ačkoli Cephas i jeho syn byli dokonalí dvorní fotografové, Cephas byl z nich nejdůležitější a byl prvním jávským člověkem (a tedy prvním domorodým Indonésanem), který se stal profesionálním fotografem.

## Osobní život
Cephas se v kostele v Yogyakartě 22. ledna 1866 oženil s Dinou Rakijah (nar. 1846), křesťanskou jávskou ženou a dcerou Soerobangso a Rad Rakemah. Manželé vychovali jednu dceru a tři syny: Naomi (nar. 28. června 1866), Sem (nar. 15. března 1870), Fares (nar. 30. ledna 1872) a Jozefa (nar. 4. července 1881). Měli také syna jménem Jacob, který se narodil v roce 1868, ale zemřel ve stejném roce. Naomi se v roce 1882 provdala za nizozemského inženýra Christiaana Beema a páru se narodilo třináct dětí, z nichž osm dosáhlo dospělosti. Cephasův nejstarší syn Sem se stal fotografem a malířem v ateliéru svého otce.

## Galerie

Hamengkoe Boewono VII., sultán z Yogyakarty, 1885
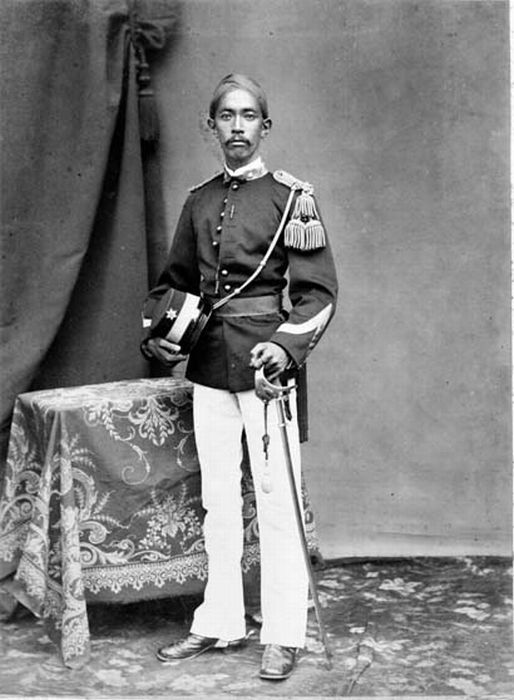
Pangeran Aria Boeminata, bratr sultána Hamengkoa Boewona VII.
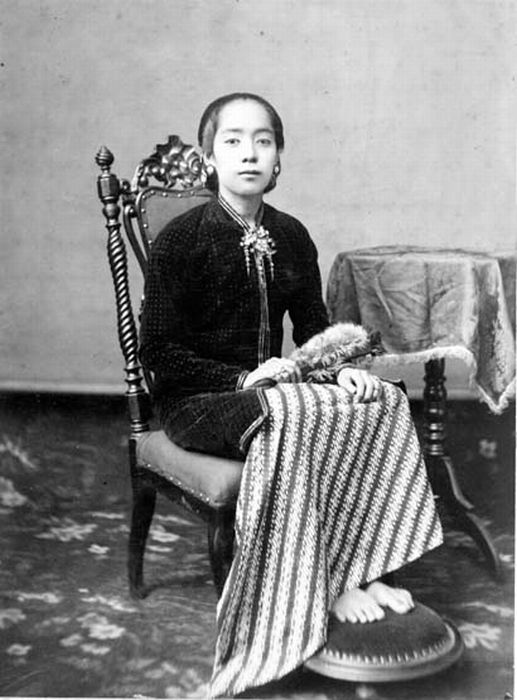
Ratoe Madoeretna, dcera sultána Hamengkoe Boewono VII.
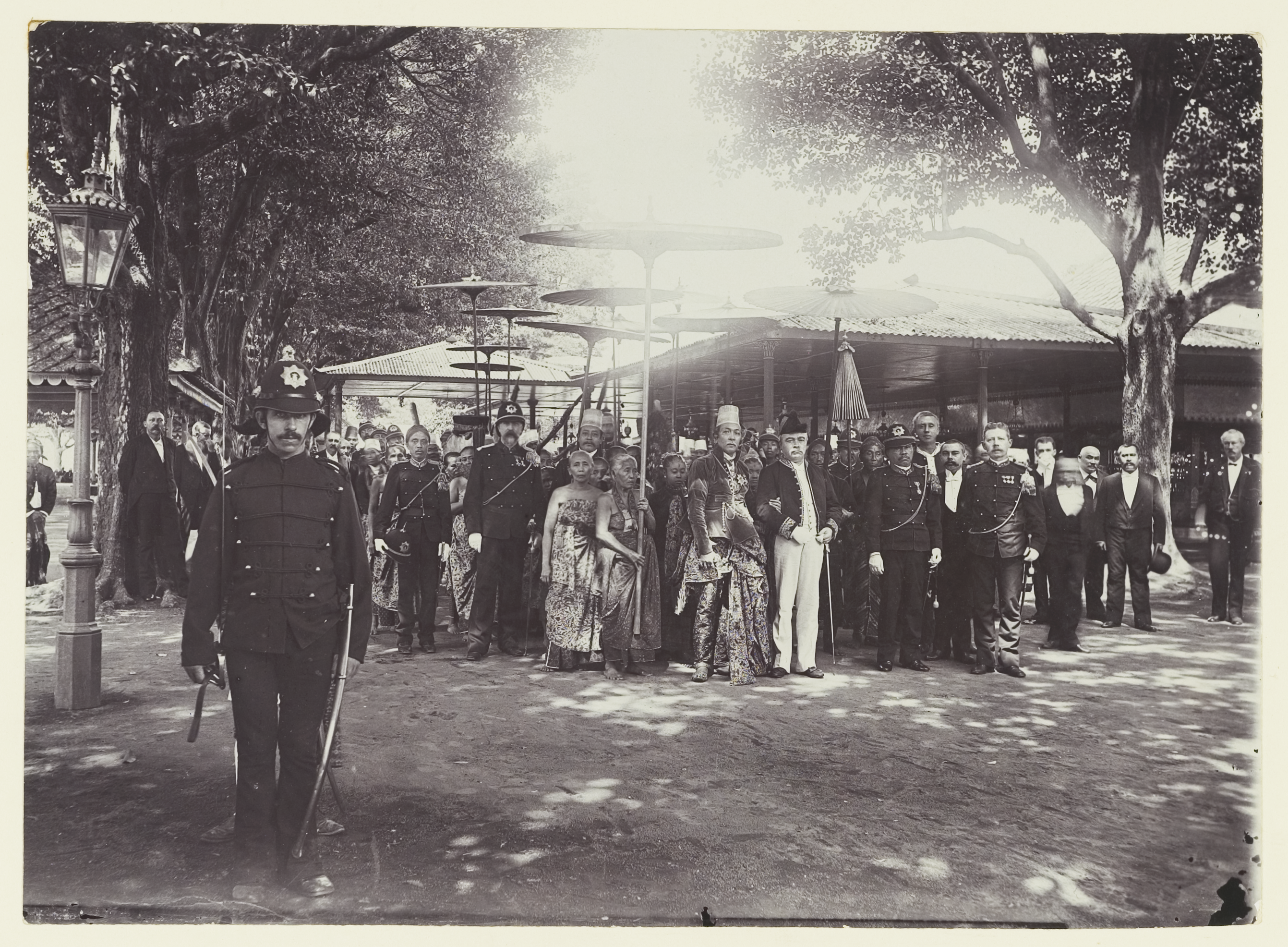
Sultán Hamengkoe Buwono VII kráčí s nizozemským rezidentem (guvernérem) Yogyakarty, C. M. Kettingem Olivierem, Garebeg, výročí proroka Mohameda, kolem roku 1894
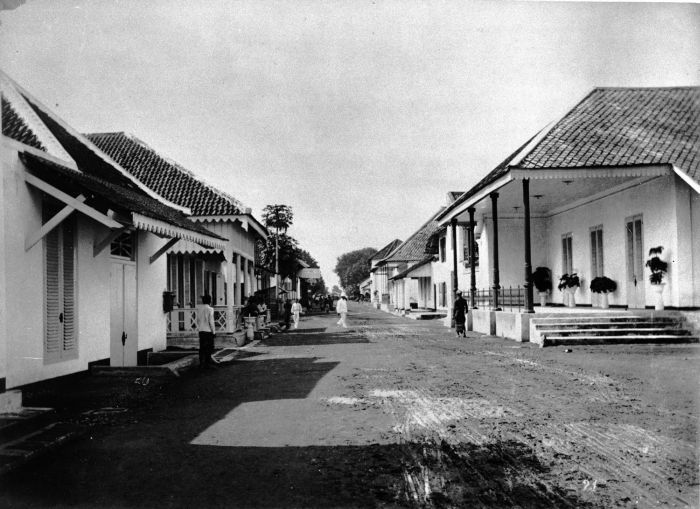
Lodjie Ketjilstreet, Yokyakarta
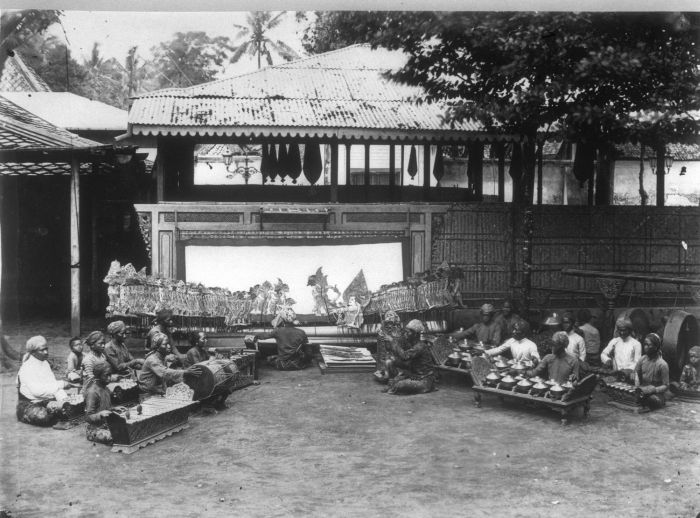
Představení Wajang kulit za doprovodu gamelanského orchestru
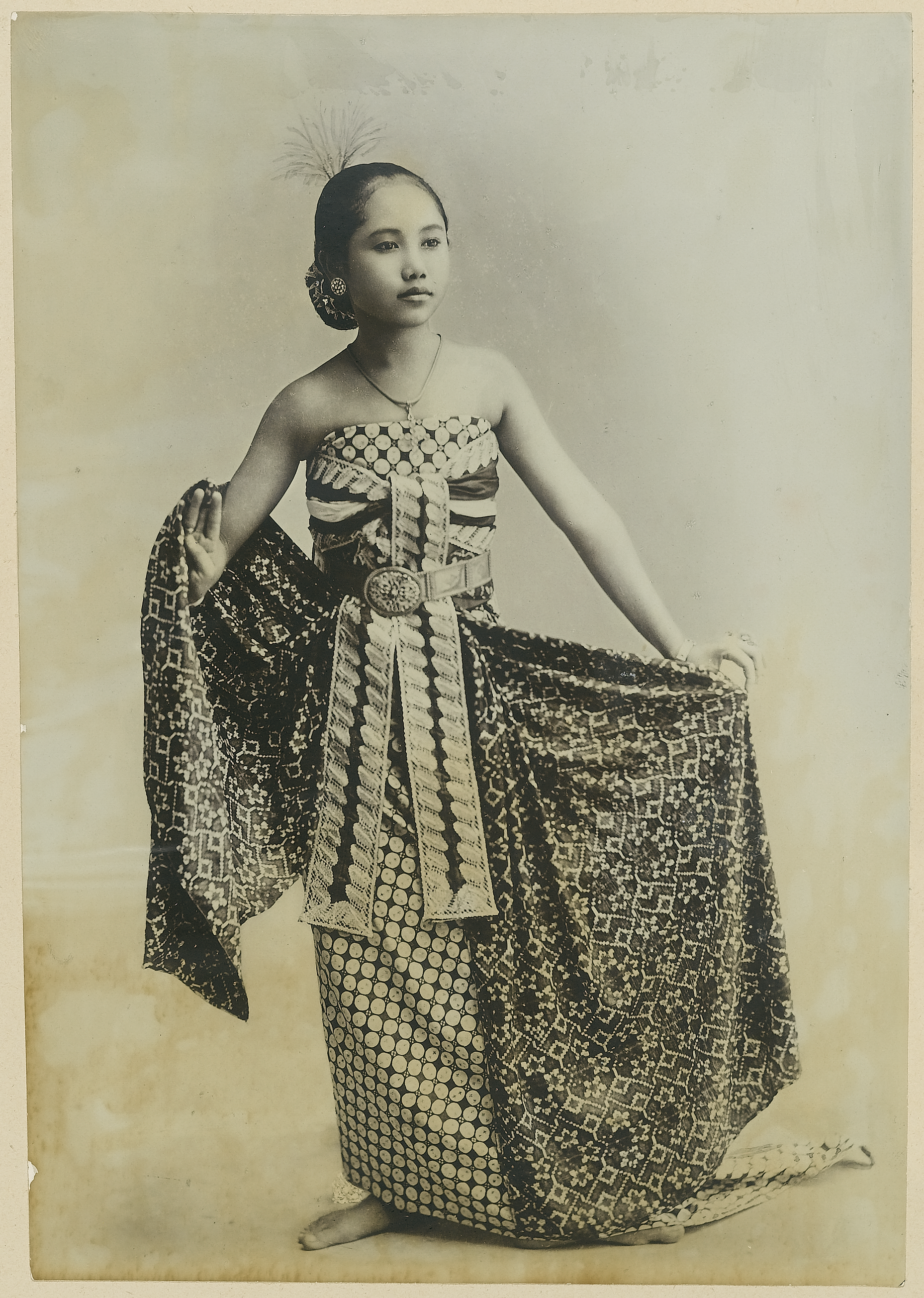
Jávská tanečnice ve dvorním kostýmu, studio kolem roku 1890
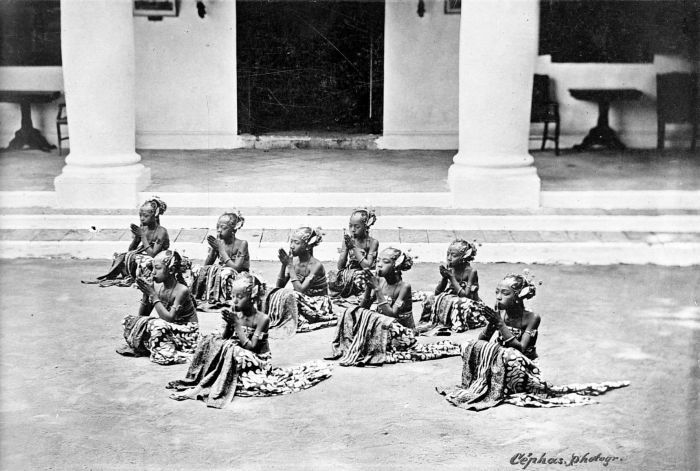
Dvorní tanečníci předvádějící serimpi
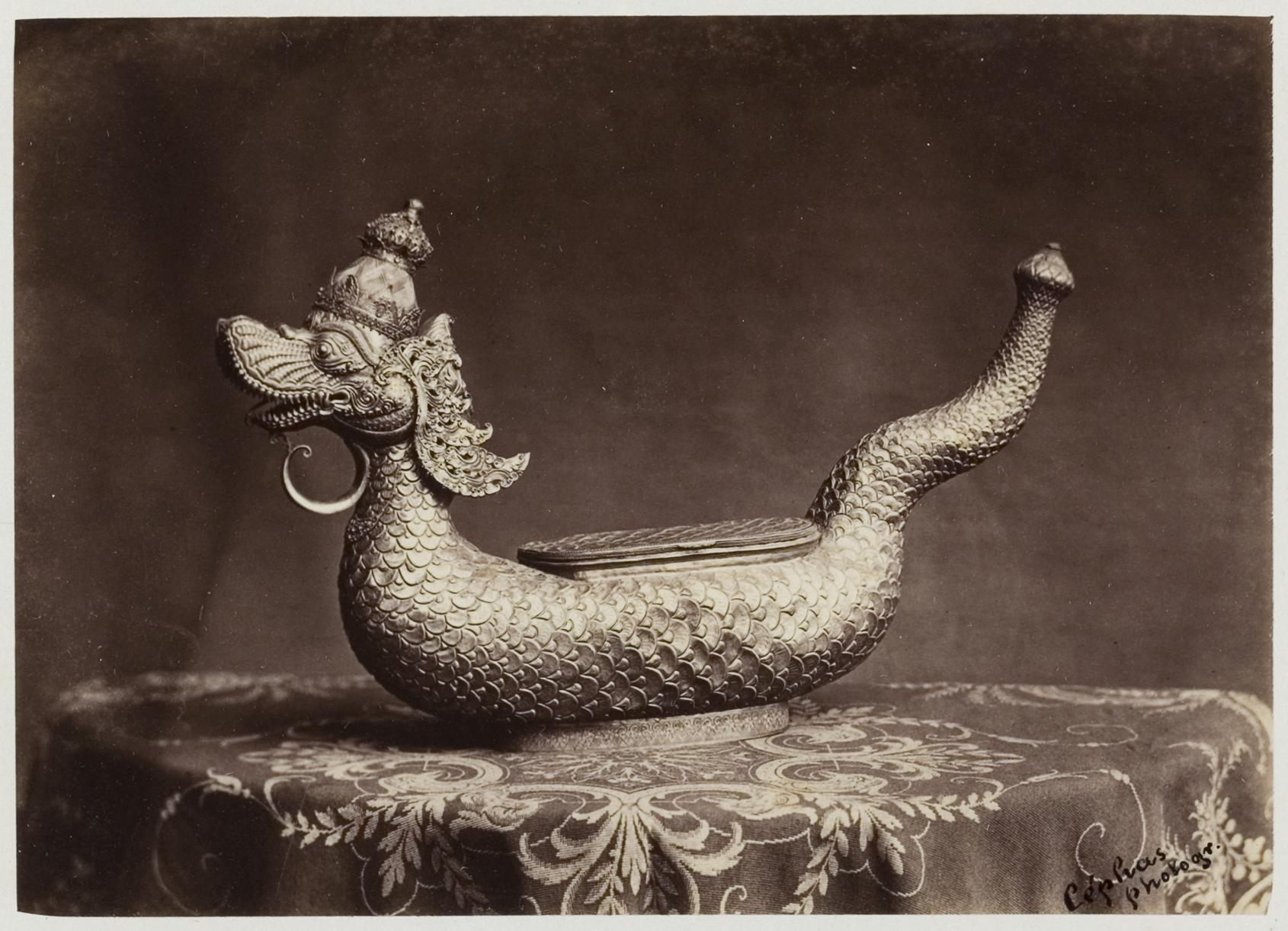
Pusaka (dědictví) dvora v Yogyakartě
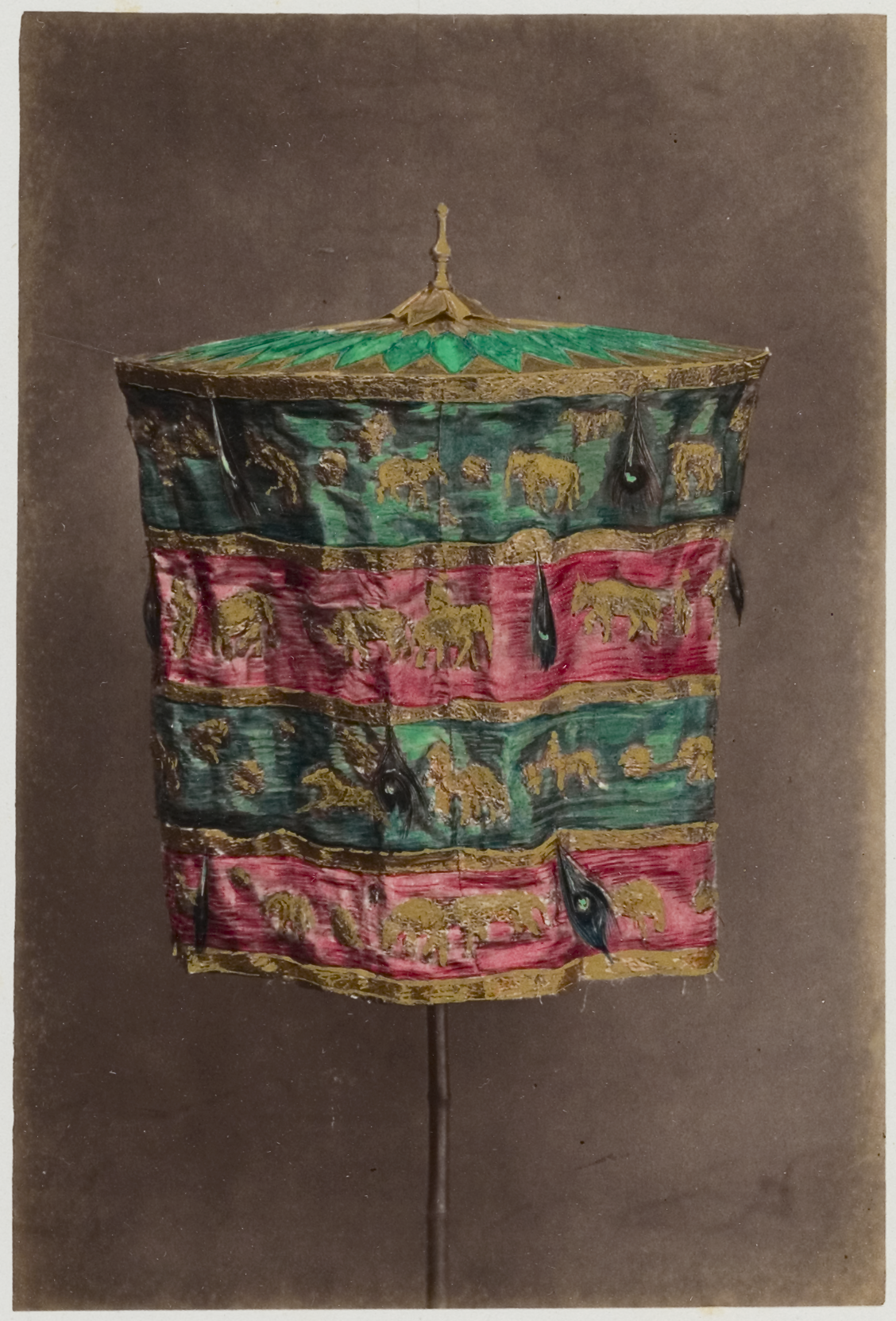
Pajoen (deštník) z kratonu Yogyakarta (kolorováno)
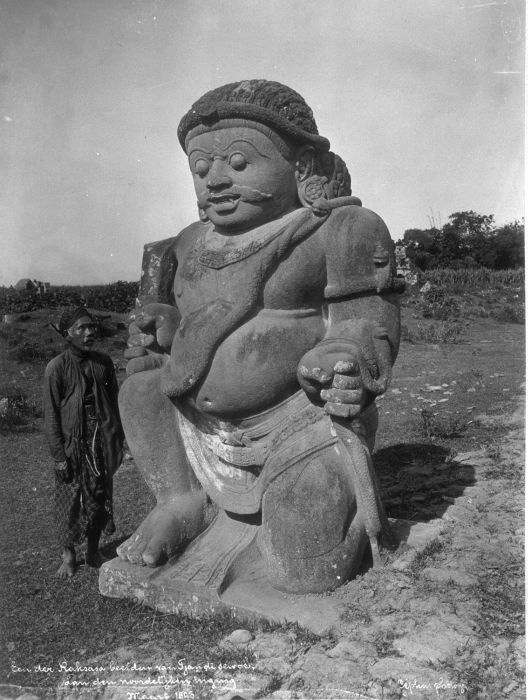
Socha Chrámové stráže u severního vchodu do candi Sewu, střední Jáva
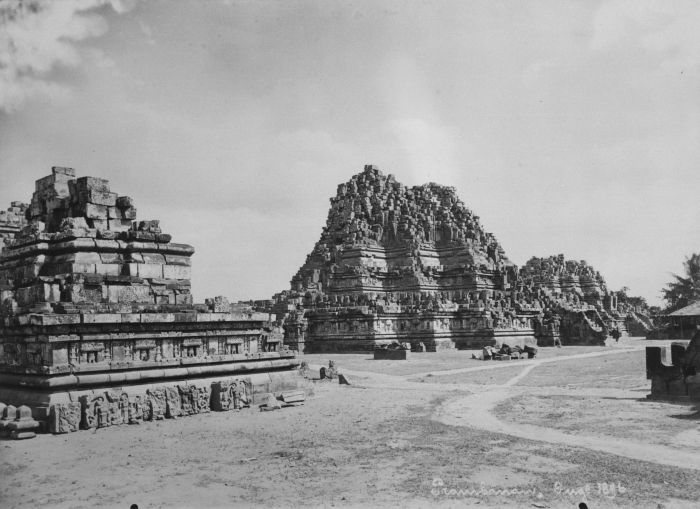
Chrámový komplex Prambanan s chrámy Brahma Shiva a Višnu
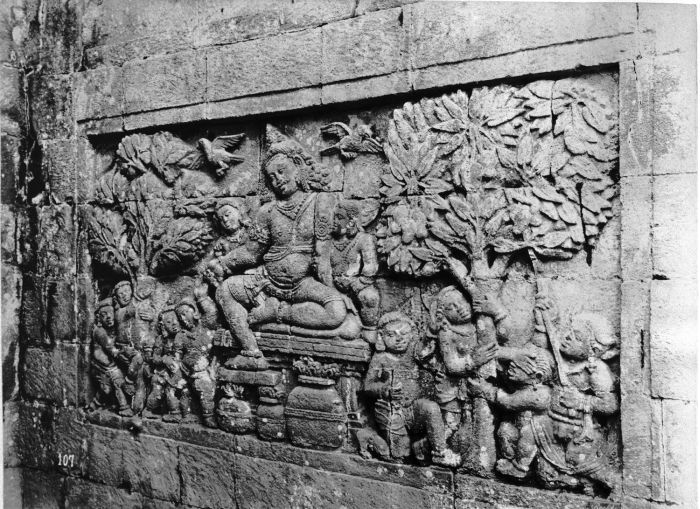
Chrám Tjandi Mendoet, reliéf v interiéru poblíž vchodu
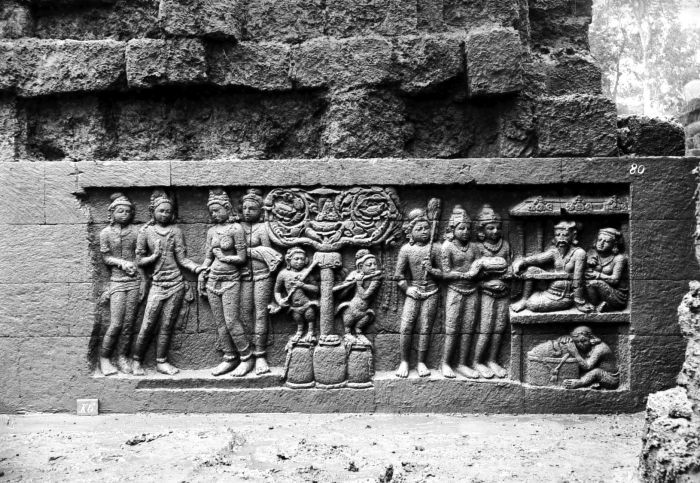
Borobudur Relief O 101
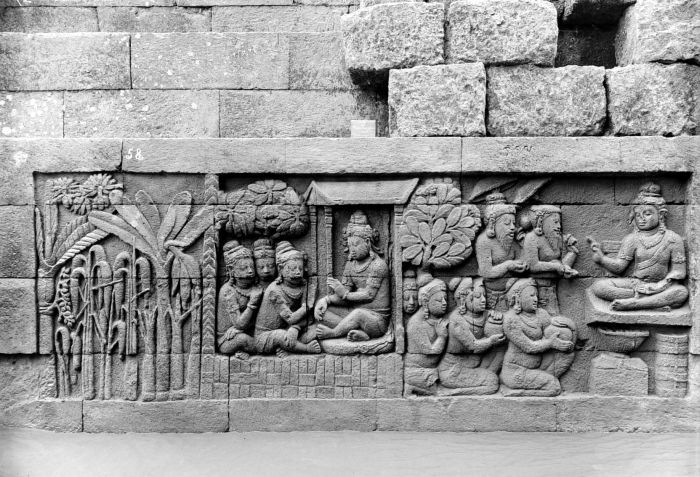
Borobudur Relief O 123
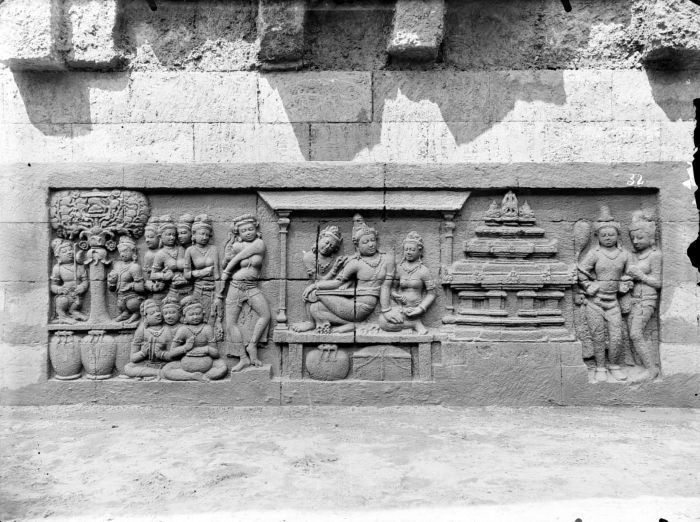
Borobudur Relief O 149
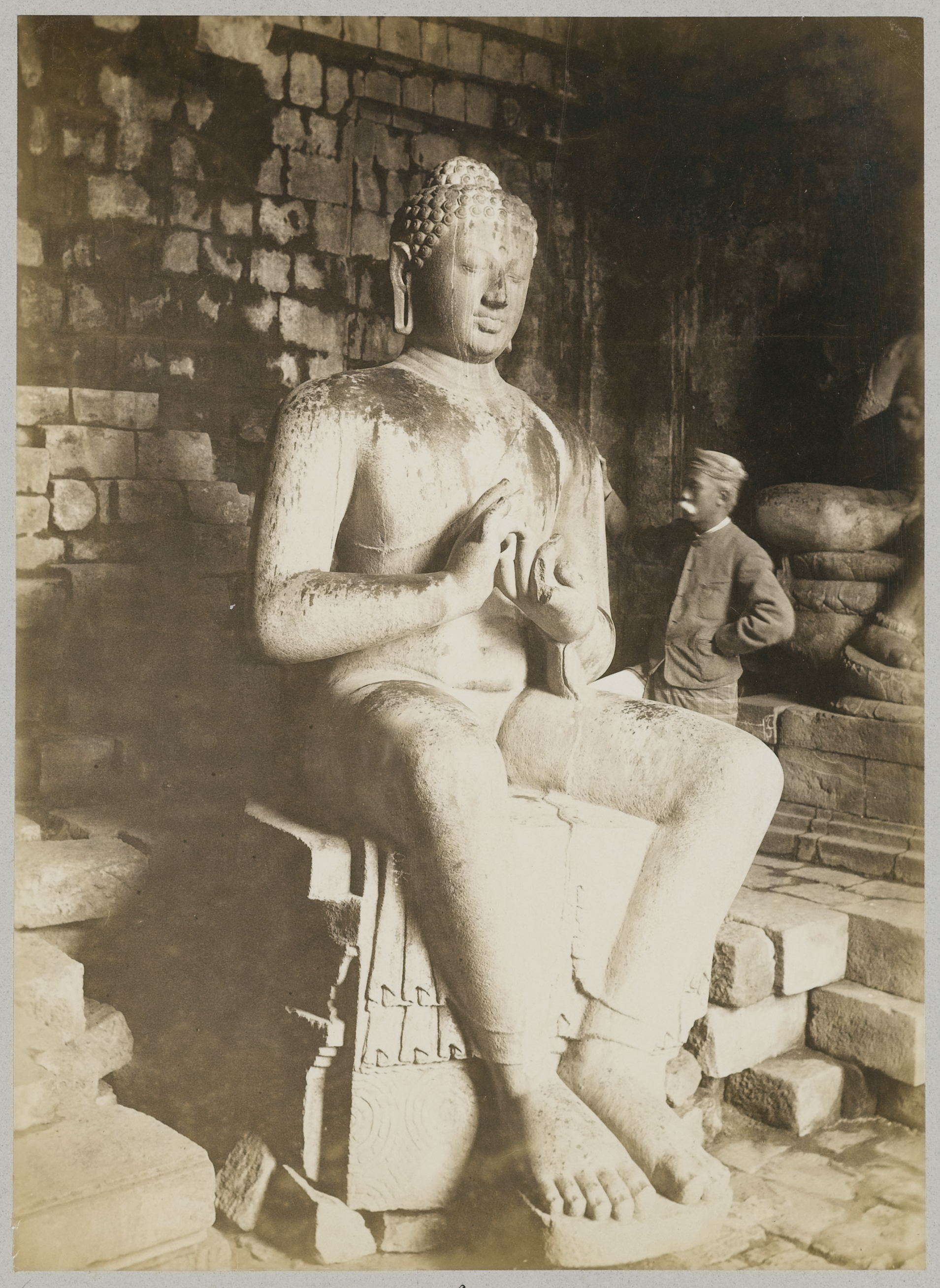
Céphas u sochy Buddhy v Tjandi Mendoet